# Coryphantha kracikii
Coryphantha kracikii är en kaktusväxtart som beskrevs av Halda, Chalupa och Kupcák. Coryphantha kracikii ingår i släktet Coryphantha, och familjen kaktusväxter. Inga underarter finns listade i Catalogue of Life.

## Bildgalleri

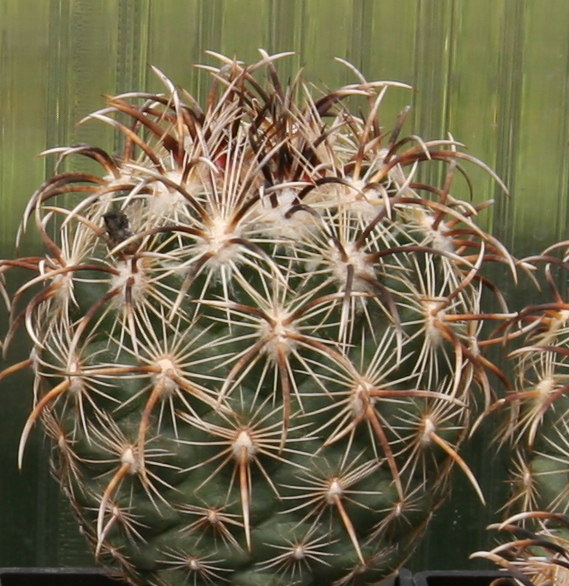